# Columbo: Keine Spur ist sicher
Keine Spur ist sicher (Originaltitel: A Trace of Murder) ist eine erstmals auf ABC gesendete Episode der Kriminalfilm-Reihe Columbo aus dem Jahr 1997. Die deutschsprachige Erstausstrahlung der elften Folge der zehnten Staffel folgte noch im selben Jahr durch den Fernsehsender RTL. Die US-amerikanischen Schauspieler David Rasche und Shera Danese verkörpern in ihren Rollen als Forensiker Patrick Kinsley und dessen Geliebte Cathleen Calvert die Gegenspieler von Inspektor Columbo, dargestellt von Peter Falk.

## Handlung
Die verwöhnte Cathleen Calvert ist mit dem wohlhabenden Unternehmer Clifford Calvert verheiratet. Doch durch sein ungehobeltes Benehmen hat der Anlageberater nicht nur seine Ehefrau, sondern auch manche seiner Geschäftspartner verprellt. Bei einer Party gerät er vor Zeugen in einen handfesten Streit mit dem Börsenmakler Howard Seltzer, der Klage gegen ihn eingereicht hat, nachdem er von ihm finanziell geschädigt worden sein soll. Cathleen  hat seit einiger Zeit ein Verhältnis mit Patrick Kinsley, der als Experte für Spurensicherung bei der Polizei arbeitet. Gerne würde sie sich von ihrem Ehemann, dessen sie schon seit längerer Zeit überdrüssig ist, trennen, um mit ihrem Geliebten ein neues Leben zu beginnen, jedoch ist sie nicht bereit, einer Scheidung zuzustimmen, da sie ihren luxuriösen Lebensstil aufgeben müsste. Das Liebespaar überlegt sich daher, wie sie Clifford Calvert ausschalten können, um von seinem Vermögen leben zu können. Beide arbeiten daher einen mörderischen Plan aus und beschließen, Herrn Seltzer zu töten und den Verdacht auf Clifford Calvert zu lenken, da dieser aufgrund des Rechtsstreits mit dem Opfer ein Mordmotiv hat. Während dieser auf dem Weg zur Hochzeit einer Bekannten ist, verschafft sich Kinsley unter einem Vorwand Einlass in Seltzers Haus und erschießt ihn. Den Revolver hat Cathleen zuvor aus Cliffords Arbeitszimmer entwendet, ebenso wie eine seiner Zigarren, von der Kinsley das mit seinem Taschenmesser abgeschnittene Kopfende in einem Aschenbecher hinterlässt. Beim Verlassen des Hauses löst er absichtlich die Alarmanlage aus, sodass der herbeieilende Polizist kurz danach die Leiche findet. Derweil wirft Kinsley die Tatwaffe in einen Fluss und übergibt seiner Komplizin Teppichfasern sowie Haare von Seltzers Hauskatze, die er unmittelbar nach der Tat eingesammelt hat. Auf der Hochzeitsfeier verteilt Cathleen die Proben beim Tanzen unauffällig auf dem Jackett ihres Ehemannes, um eine Verbindung zwischen ihrem Ehemann und dem Tatort des Mordes herzustellen.
Während der Ermittlungen lernt Inspektor Columbo auch Kinsley kennen, und zwar als Kollege, der dieses Mal aus dienstlichen Gründen an den Tatort zurückgekehrt ist. Zu dessen Erstaunen ist der präparierte Aschenbecher jedoch leer. Am nächsten Tag gibt Seltzers Anwältin Auskunft über den Rechtsstreit mit Clifford. Daraufhin sucht Columbo den Verdächtigen auf und befragt ihn nach seinem Alibi. Wahrheitsgemäß berichtet er über die Autofahrt zwischen dem Büro und der Hochzeitsgesellschaft. Auf Nachfrage des Inspektors findet er aber seinen Revolver passenden Kalibers nicht in der unverschlossenen Schreibtischschublade. Bald stellt sich heraus, dass die zwischenzeitlich vermisste Katze das verschwundene Zigarrenende als Spielzeug benutzt hat. Bei der anschließenden Hausdurchsuchung wird Cliffords verunreinigter Anzug sichergestellt, der Columbo auf Fotos von der Hochzeitsfeier aufgefallen ist. Ihm kommen dennoch Zweifel an der Täterschaft, weil der Raucher grundsätzlich einen Kerbschneider für das Anschneiden seiner Zigarren verwendet, während das untersuchte Beweisstück einen glatten Schnitt aufweist. Darüber hinaus hätte der Beschuldigte auf dem Weg zur Hochzeitskirche einzig für den Kauf von Hustenbonbons einen seltsam anmutenden Umweg machen müssen, wie der Kassenbon und die gesichteten Videoaufzeichnungen aus dem Supermarkt bestätigen.
Da auch Cathleen ein Mordmotiv aufweist, vereinbart der Inspektor für den nächsten Tag ein Treffen mit ihr und Kinsley in einem Restaurant. Dort beobachtet Columbo verblüfft, wie anscheinend vertraut die beiden miteinander umgehen: Obwohl er Cathleen angeblich nicht kennt, bietet Kinsley ihr Süßstoff statt Zucker für den Kaffee an und hält ihr bei der späteren Verabschiedung, im Wissen um ihre Neigung zur Übelkeit auf der Rückbank, die vordere Wagentür auf. Mit dem Ziel, zusätzliche Indizien für Cliffords Entlastung zu finden, vergleicht der Inspektor erneut die Hochzeitsfotos und stellt fest, dass die Haare und Fasern auf dem Sakko unmittelbar nach der kirchlichen Trauung noch nicht vorhanden sind. Die Staatsanwaltschaft kann folglich Cliffords Anwesenheit am Tatort nicht mehr beweisen und lässt die Anklage fallen. Bei einer Unterredung mit Columbo vor dem Gebäude der Strafverfolgungsbehörde erfährt der fassungslose Kinsley von der verhängnisvollen Wendung in dem Fall. Gleichzeitig wartet die misstrauisch gewordene Cathleen in Polizeibegleitung auf der anderen Straßenseite. Der Inspektor spielt beide Verdächtigen gegeneinander aus: Gegenüber Cathleen behauptet er, Kinsley wolle sie mit den Fotos belasten. Außerdem weise das Taschenmesser, das vermeintlich hinter dem Haus des Opfers aufgefunden wurde, Fasern von der Polsterung ihres Fahrzeuges auf. Aufgebracht erklärt sich Cathleen bereit, mit der Staatsanwältin zu sprechen und gegen ihren Geliebten auszusagen. Beide beteuern ihre Unschuld und bezichtigen sich nun gegenseitig des Mordes. Schließlich erläutert Columbo dem neugierigen Eigentümer des Restaurants, wie er den Fall gelöst hat.

## Besetzung und Synchronisation
Die deutschsprachige Synchronfassung entstand bei der Neue Tonfilm München unter der Dialogregie von Holger Schwiers.
| Figur                 | Darsteller          | Deutscher Sprecher  |
| --------------------- | ------------------- | ------------------- |
| Lieutenant Columbo    | Peter Falk          | Horst Sachtleben    |
| Gaststars             |                     |                     |
| Patrick Kinsley       | David Rasche        | Peter Fricke        |
| Cathleen Calvert      | Shera Danese        | Dagmar Heller       |
| Clifford Calvert      | Barry Corbin        | Rainer Basedow      |
| Weitere Darsteller    |                     |                     |
| Howard Seltzer        | Raye Birk           | Klaus Guth          |
| Officer Will          | Will Nye            | Peter Musäus        |
| Barney                | John Finnegan       | Walter Reichelt     |
| Harry Jenkins         | Franklin Cover      | Klaus Höhne         |
| Harriet Jenkins       | Alice Backes        | Eva-Maria Lahl      |
| Stuart March          | Dion Anderson       | Hartmut Neugebauer  |
| Tracy Rose            | Donna Bullock       | Marietta Meade      |
| Doherty               | John F. O’Donohue   | Karl-Heinz Krolzyk  |
| Colenari              | Dyana Ortelli       | Monika Kockott      |
| Bezirksstaatsanwältin | Kymberly Newberry   | Marion Hartmann     |
| Verkäufer             | Maury Sterling      | Matthias Klie       |
| Kurtz                 | Jeffrey King        | Marcus Off          |
| Hilfskellner          | Vincent J. McEveety | Thomas Albus        |
| Nachrichtensprecher   | Richard Saxton      | Andreas Borcherding |
| Barkeeper             | James Almanzar      | Holger Schwiers     |

## Rezeption
Die Fernsehzeitschrift TV Spielfilm vergab eine positive Wertung (Daumen hoch): „Columbo lässt einfach keine Fragen offen.“
Der Autor Michael Striss wertete mit drei von vier Sternen (sehr empfehlenswert). Er zog Parallelen zur letzten Episode der dritten Staffel: „Das Kräftemessen Columbos mit einem Mörder aus den eigenen Reihen hat seinen besonderen Reiz, wie man seit »Meine Tote – Deine Tote« weiß. Diese Konstellation wirkt sich auch hier positiv aus. David Rasche (»Sledge Hammer«) und Shera Danese wissen als Liebespärchen der besonderen Art zu überzeugen. Etwas übertrieben gezeichnet wirkt die Figur des Ekelpakets Clifford, der auf die Nachricht von der Ermordung des von ihm ungeliebten Seltzer ausruft: »Das Beste, was ich seit langem gehört habe!« Es dürfte kein Zufall sein, dass dem Inspektor dieser schwierige Mensch sympathisch zu sein scheint. Es handelt sich bei ihnen um Gesinnungsgenossen in der Hinsicht, dass beide keinen Fettnapf auslassen.“
Der Autor Uwe Killing kommentierte in Bezug auf die Antagonistin: „Peter Falks Ehefrau Shera kümmerte sich vorwiegend um ihre große Hundefamilie, in der Episode Keine Spur ist sicher (1997) erhielt sie dann nach einigen Nebenrollen in Columbo jedoch noch einmal einen großen Auftritt: Sie spielt die geltungssüchtige, vom Luxus verwöhnte Ehefrau eines Unternehmers, die ihren Mann in Komplizenschaft mit ihrem Liebhaber ins Jenseits befördert. Das bekanntermaßen auch privat streitfreudige Paar spielt also Katz und Maus vor der Kamera. Und der »Teufel in Prada« ist eine Rolle, die Shera Danese ausgesprochen gut steht. Ihren wankelmütigen Helfer […] treibt sie mit verbissenem Eifer vor sich her, was sie dann auch mit Columbo versucht. Der betritt lächelnd die protzige Villa und erlebt eine überdrehte Hausherrin, die in diesem Film mindestens zehn Mal ihr extravagantes Outfit wechselt (ein Rekord in all den Serienjahren). In manchen Szenen dieser in jedem Fall gelungeneren Episode im Columbo-Spätwerk kann man den Eindruck haben, der Mann amüsiere sich innerlich über eine kapriziöse Diva, die ihm privat nicht ganz fremd ist.“